# Florent Thouvenin
Florent Thouvenin (* 1975) ist ein Schweizer Jurist und Hochschullehrer an der Universität Zürich.

## Leben
Thouvenin studierte von 1995 bis 2001 Rechtswissenschaften an der Universität Zürich. Nach Beendigung seines Studiums arbeitete er in Zürich bis 2003 als wissenschaftlicher Assistent von Reto M. Hilty. Dem schloss er nach einem Forschungsaufenthalt am Max-Planck-Institut für Geistiges Eigentum in München sein Rechtsreferendariat als Auditor beim Bezirksgericht Zürich und als Substitut bei Lenz & Staehelin in Zürich. 2007 legte er im Kanton Zürich seine Anwaltsprüfung ab und vollendete im selben Jahr seine Promotion zum Dr. iur. Anschliessend arbeitete er als Rechtsanwalt bei Lenz & Staehelin.
Von 2010 bis 2014 war er Assistenzprofessor an der Universität St. Gallen, von 2014 bis 2016 an der Universität Zürich. Seit März 2016 hat er in Zürich den ausserordentlichen Lehrstuhl für Informations- und Kommunikationsrecht inne.

## Veröffentlichungen (Auswahl)
- Funktionale Systematisierung von Wettbewerbsrecht (UWG) und Immaterialgüterrechten. Heymanns, Köln 2007, ISBN 978-3-452-26422-0 (Dissertation).
- mit Marcel Bircher und Roland Fischer: Repetitorium Immaterialgüterrecht: Lehrbuch und Repetitorium mit Tafeln, Übungen und Lösungen. 2. Verlag=Orell Füssli Auflage. Zürich 2010, ISBN 978-3-280-07228-8.
- Der Kooperationsvertrag, Kooperationen im Grenzbereich von Vertrags- und Gesellschaftsrecht. Zürich 2016 (Habilitationsschrift).